# ChEBI
ChEBI (Chemical Entities of Biological Interest) ist ein freies Lexikon über molekulare Entitäten mit Hauptaugenmerk auf chemische Verbindungen, die im Stoffwechsel von Lebewesen vorkommen. Die Bezeichnung 'molekulare Entitäten' bezieht sich auf jegliche Arten von Atomen, Molekülen, Ionen, Ionenpaaren, Radikalen, Komplexen, Konformationen usw.
ChEBI bietet zusätzlich eine Ontologie, mit der sich die komplexe Klassifizierung chemischer Verbindungen anhand einer Baumstruktur veranschaulichen lässt.
Die in ChEBI verwendete Nomenklatur, Terminologie und Symbolik entsprechen internationalem Standard und werden von folgenden Gremien empfohlen:
- International Union of Pure and Applied Chemistry (IUPAC)
- Nomenklaturkomitee der International Union of Biochemistry and Molecular Biology (NC-IUBMB)

Moleküle, welche direkt durch das Genom kodiert werden (z. B. Nukleinsäuren, Proteine und aus Abspaltung entstandene Peptide), finden in der Regel keinen Eingang in die ChEBI-Datenbank.
Alle bei ChEBI gespeicherten Daten sind weder proprietär, noch wurden sie von einer proprietären Quelle bezogen. Der freie Zugriff auf die Daten ist somit gewährleistet. Zusätzlich lässt sich jedes Datenelement auf seine ursprüngliche Quelle zurückverfolgen.